# Zygometis
Zygometis es un género de arañas cangrejo de la familia Thomisidae. Contiene una sola especie, Zygometis xanthogaster. La especie fue descrita por L. Koch en 1875.
Aparece publicado en una sección de Proceedings of the Zoological Society of London, 1901 (2).

## Distribución
Se distribuye desde Tailandia hasta Australia.